# Catedral de Nuestra Señora de Belén (Guarapuava)
La Catedral de Nuestra Señora de Belén  (en portugués: Catedral Nossa Senhora de Belém) Es el nombre que recibe un edificio religioso que pertenece a la iglesia católica y constituye un templo histórico situada en Guarapuava,  en el estado de Paraná parte del país sudamericano de Brasil. El Padre Chagas es una referencia en el lugar, y también es el nombre de una de las calles más céntricas de la ciudad.
Es la sede de la Diócesis de Guarapuava (Dioecesis Guarapuavensis o Diocese de Guarapuava) en la provincia eclesiástica de Curitiba, diócesis que fue creada en 1965 mediante la bula "Christi vices" del papa Pablo VI.
Esta bajo la responsabilidad pastoral del obispo Antônio Wagner da Silva.